# Gottlieb Friese
Daniel Karl Gottlieb Friese (* 9. Februar 1866 in Northeim; † 10. April 1945) war ein deutscher Tierarzt.

## Leben
Geboren als Sohn des Schlachtermeisters Daniel Friese begann Gottlieb Friese zum Sommersemester 1883 das Studium der Tiermedizin an der Tierarzneischule Hannover und wurde Mitglied des Corps Normannia Hannover. Nachdem er 1885/86 als Einjährig-Freiwilliger beim 2. Kurhessischen Infanterie-Regiment Nr. 82 gedient hatte, setzte er das Studium in Hannover fort und erhielt im Dezember 1890 die tierärztliche Approbation und ließ sich als praktischer Tierarzt in Alfeld nieder. Zum Wintersemester 1896 wurde er Repetitor an der Tierärztlichen Hochschule Hannover. 1898 legte er das Kreistierarzt-Examen ab. Ende März 1899 nahm er wieder seine Tätigkeit als praktischer Tierarzt in Alfeld auf. Zum Wintersemester 1914 wurde er Prosektor der Anatomie an der Tierärztlichen Hochschule Hannover. Am Ersten Weltkrieg nahm er als Oberstabsveterinär der Landwehr-Ersatz-Eskadron des Königs-Ulanen Regiment Nr. 13 in Hannover teil. Zum Wintersemester 1917/18 wurde er Repetitor an der Tierärztlichen Hochschule Hannover. 1919 schied er aus dem Dienst der Hochschule aus. Er wurde Hauptamtlicher Geschäftsführer des Preußischen Tierärztekammerausschusses. Am 1. Januar 1934 trat er in den Ruhestand.
Frieses Wirken für die Tierärzteschaft in Preußen wurde neben einer akademischen Auszeichnung mit zahlreichen Laudationes in den Zeitschriften Deutsche Tierärztliche Wochenschrift, Tierärztliche Monatsschrift, Tierärztliche Rundschau, Deutsches Tierärzteblatt und der Zeitschrift für Fleisch- und Milchhygiene gewürdigt. Er war verheiratet mit Klara Karras.

## Auszeichnungen
- Landwehrdienstauszeichnung 1. Klasse[1], 1907
- Eisernes Kreuz am weiß-schwarzen Bande
- Ehrenbürger der Tierärztlichen Hochschule Hannover, 1926

## Schriften
- Der Tierarzt (Merkblätter für Berufsberatung der Deutschen Zentralstelle für Berufsberatung der Akademiker), 1933 (zusammen mit Andreas Machens)